# Jonatan
Jonatanⓘ – imię męskie pochodzenia biblijnego. Wywodzi się od hebrajskiej frazy Yehonatan oznaczającej „Jahwe dał”.
Jonatan imieniny obchodzi 29 grudnia.

## Osoby o tym imieniu
- Jonatan – syn Saula, pierwszego króla Izraela
- Jonatan Machabeusz – władca Judei i przywódca powstania hasmonejskiego
- Jonathan Carroll – amerykański pisarz fantastyki
- Jonathan Davis – amerykański wokalista
- Jonathan Edwards –  brytyjski lekkoatleta
- Jonathan Edwards – amerykański kolonialny kaznodzieja protestancki
- Jonathan Ive – główny projektant Apple Inc.
- Jonathan Motzfeldt – grenlandzki polityk, pastor
- Jonathan Rhys-Meyers – irlandzki aktor
- Jonathan Swift – irlandzki pisarz
- Jonathan Togo – amerykański aktor

## Odmianajabłoni
- Jonatan